# Alexander Mühling
Alexander Mühling geb. Bieler (* 5. September 1992 in Oberhausen) ist ein deutscher Fußballspieler. Der Mittelfeldspieler steht seit Sommer 2025 bei Rot-Weiß Oberhausen unter Vertrag.

## Vereinskarriere

### Nachwuchs
Mit dem Fußball begann Mühling im Nachwuchs des Oberhausener Stadtteilklubs Arminia Klosterhardt. Von dort wechselte er zum MSV Duisburg. Zur Saison 2008/09 zog es Mühling dann in den Nachwuchs von Borussia Mönchengladbach. Der Anfang in der „Fohlen“-Jugend war nicht von Erfolg gekrönt. Insbesondere auf den Positionen des zentralen Mittelfeldes gab es mit Julian Korb und Yunus Malli zwei Spieler, die großes Potenzial hatten. So fand sich Mühling häufiger auf der Ersatzbank wieder.

### Aktivenbereich
Mühling gab am 21. April 2011 sein Debüt für die Zweitvertretung der Gladbacher, als er am 29. Spieltag der Regionalliga-Saison 2010/11, gegen die zweite Mannschaft des 1. FC Kaiserslautern in der Anfangself stand. Bis Saisonende kam er auf weitere zwei Einsätze. Die Saison 2010/11 war auch sein letztes Jahr im Nachwuchs. Nach dem Erreichen der Altersgrenze wurde er zur Saison 2011/12 in die zweite Mannschaft aufgenommen. Schnell etablierte er sich in der Zweitvertretung und kam zu 32 Einsätzen und zwei Toren in der Regionalliga West. In dieser Zeit trainierte er auch oft in der Profimannschaft. Am 4. Juni 2012 unterschrieb er dann einen Profivertrag, der ab dem 1. Juli Gültigkeit hatte. Mit dem Unterzeichnen des Profivertrags sei für Mühling ein Kindheitstraum in Erfüllung gegangen. Lucien Favre nahm Mühling auch zum Trainingslager der Profis in Bad Wörishofen mit. Zu einem Profieinsatz kam Mühling jedoch in seiner gesamten Mönchengladbacher Zeit nicht. Er wechselte im Januar 2014 innerhalb der Regionalliga zu Bayer 04 Leverkusen und absolvierte für die zweite Mannschaft des Vereins 15 Punktspiele. Am Ende der Saison löste Bayer die U-23 auf.
Mühling unterschrieb daraufhin beim Zweitligisten SV Sandhausen. Am 3. August 2014 gab er sein Profidebüt, als er im ersten Saisonspiel beim SV Darmstadt 98 (0:1) in der Startaufstellung stand. Nach zwei Spielzeiten verließ er die Kurpfälzer und unterzeichnete beim Drittligisten Holstein Kiel einen Dreijahresvertrag. Im Sommer 2017 nahm er den Namen seiner Ehefrau an und heißt seither Alexander Mühling. Im Sommer 2023 wechselt er zurück zum SV Sandhausen. Im Mai 2025 wurde bekannt, dass Alexander Mühling zur Saison 2025/26 in seine Heimatstadt zu Rot-Weiß Oberhausen wechselt.